# Synsphyronus nullarborensis
Espèce
Synsphyronus nullarborensis est une espèce de pseudoscorpions de la famille des Garypidae.

## Distribution
Cette espèce est endémique d'Australie. Elle se rencontre en Australie-Occidentale et en Australie-Méridionale dans la plaine de Nullarbor.

## Description
La femelle holotype mesure 4 mm.
Les mâles mesurent de 3,1 à 4,2 mm et les femelles de 3,7 à 4,1 mm.

## Étymologie
Son nom d'espèce, composé de nullarbor et du suffixe latin -ensis, « qui vit dans, qui habite », lui a été donné en référence au lieu de sa découverte, la plaine de Nullarbor.

## Publication originale
- Beier, 1969 : Neue Pseudoskorpione aus Australien. Annalen des Naturhistorischen Museums in Wien, vol. 73, p. 171-187 (texte intégral).